# Соборне уложення 1649 року
Соборне уложення, Соборне укладення, Соборне уложення царя Олексія Михайловича (рос. Собо́рное уложе́ние) — універсальний кодекс кримінального та цивільного права Московського царства, що регулював соціально-правові відносини у всіх сферах суспільного життя та визначав міру покарання за порушення цих норм. Прийняте в 1649 р. в часи правління царя Олексія Михайловича. Пам'ятка російського права XVII ст.
Безпосереднім поштовхом до його розробки став так званий Соляний бунт 1648 року у Москві, підтриманий виступами і в інших містах (Томську, Солі Вичегодській, Великому Устюзі). Серед вимог повсталих було і скликання Земського Собору для прийняття нових законів.
Фізично біловик оригіналу Уложення являє собою сувій (згорток) складений з паперових листів (960 листів), що склеєні в довжину у вигляді стовпця довжиною 144 сажені і 1 аршин (317 метрів, хоч раніше вважалося що його довжина 309 метрів). На звороті згортку Уложення — підписи членів Земского Собору 1649 року, який прийняв його, всього 315 підписів. Оригінальний примірник Уложення зберігається у Російському державному архіві древніх актів

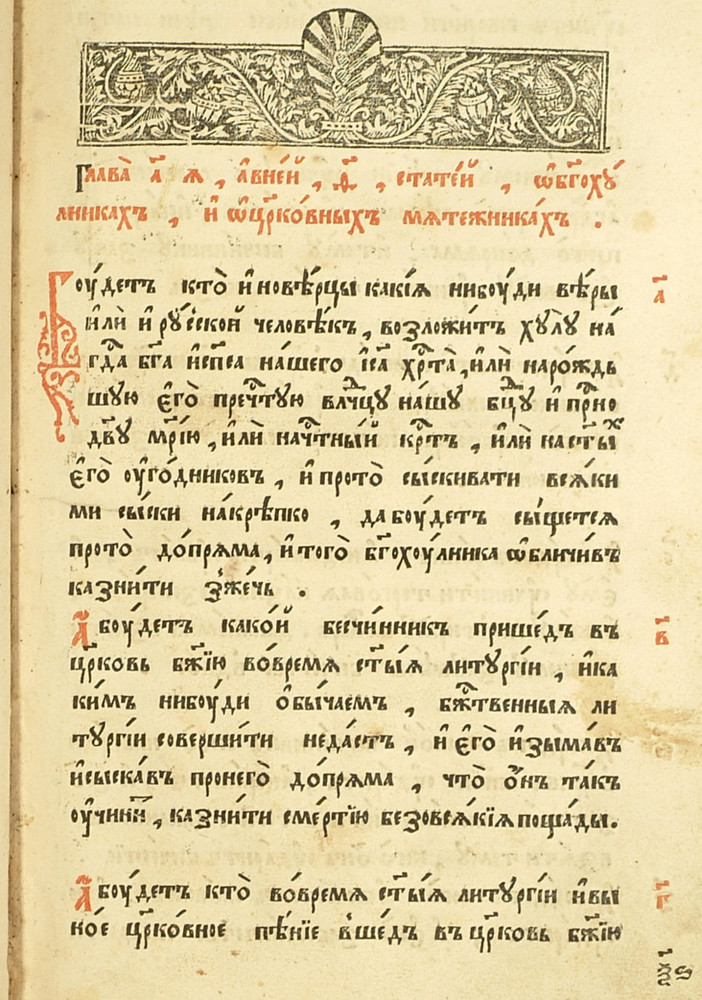
Сторінка Соборного уложення

Уложення було комплексним нормативно-правовим актом і містило норми як публічного, так і приватного права, а також норми як матеріального, так і процесуального права. Уложення заключало в собі постанови з усіх галузей права: в ньому перемішані статті, що мають стосунок до законів державних, фінансових, поліцейських (адміністративних), цивільних, судочинних (процесуальних); закони кримінальні зосереджені головним чином в главах I, II, X, XXI та XXII, але вони зустрічаються в окремішності і в інших главах (М. С. Таганцев). Сучасні дослідники більш точно констатують стосовно кримінально-правових норм Уложення, що ці норми містяться в главах І — V, Х, XXI, XXII. Соборне уложення складалося з 25 глав, які містили 967 статей, переважна більшість яких була присвячена визначенню злочинів і покарань.
Джерела Соборного уложення вказані в передмові (преамбулі) до нього, ними були: Правила Святих Апостолів, градські закони грецьких царів (візантійське право), старі судебники попередніх царів (1497 та 1550 рр.) та Стоглав, царські укази і боярські вироки, записні книги Помісного, Земського, Розбійного та інших приказів, чолобитні від дворян і посадських людей; крім того запозичувалися багато норм Литовських статутів. Згодом уложення 1649 р. було доповнено значною кількістю юридичних актів, названих новоуказними статтями.
Дія Соборного уложення з другої половини XVII ст. до 1780-х років поширювалася, як вважають окремі дослідники, і на Слобідську Україну, яка вважалася частиною російських територій.
Соборне уложення застосовувалося в Росії вельми тривалий час — аж до появи Зводу законів Російської імперії 1832 р., а його кримінально-правові норми були використані під час розробки тому XV-го Зводу та Уложення про покарання кримінальні та виправні 1845 року.

### Структура Соборного уложення
- Глава I. Про богохульників і церковних бунтарів.
- Глава II. Про государську честь, і як його государське здоров'я оберігати.
- Глава III. Про государів двір, щоб на государевім дворі ні від кого ніякого безчинства і лайки не було.
- Глава IV. Про грошових майстрів, які почнуть робити злодійські гроші.
- Глава V. Про підпищиків, які печатки підробляють.
- Глава VI. Про проїжджі грамоти в інші держави.
- Глава VII. Про службу всяких ратних людей Московської держави.
- Глава VIII. Про викупляння полонених.
- Глава IX. Про мита і про перевезення, і про мости.
- Глава X. Про суд.
- Глава XI. Суд над селянами.
- Глава XII. Про суд патріарших приказних, і дворових всяких людей, і селян.
- Глава XIII. Про монастирський приказ.
- Глава XIV. Про хресне цілування.
- Глава XV. Про справи, які розглядаються.
- Глава XVI. Про помісні землі.
- Глава XVII. Про вотчини.
- Глава XVIII. Про печатні мита.
- Глава XIX. Про посадських людей.
- Глава XX. Суд над холопами.
- Глава XXI. Про розбійні і татійні справи.
- Глава XXII. Указ за які вини кому чинити смертну кару, і за які вини смертю не карати, а чинити покарання.
- Глава XXIII. Про стрільців.
- Глава XXIV. Указ про отаманів і про козаків.
- Глава XXV. Указ про корчми.

## Публікації (видання)[1]
- Соборное уложение 1649 года // Москва : Печатный двор, 29 января 1649 (29.01.7157)
- Уложение, по которому суд и росправа во всяких делах в Российском государстве производится, сочиненное и напечатанное при владении его величества государя царя великого князя Алексея Михайловича, всея России самодержца в лето от сотворения мира 7156. Издано 4-м тиснением. — Спб: при Имп. Акад. наук, 1776. — 248 с. — 42 с.
- Полное собрание законов Российской Империи. — Собрание Первое. — Том I. 1649—1675 гг. — СПб.: Типографія II Отдѣленія Собственной Его Императорскаго Величества Канцеляріи, 1830. — 1072 с. (с. 1 — 161).
- Соборное уложение// в кн.: Собрание узаконений русского государства. Издание Е. П. Карновича. Том 1. Царствование Алексея Михайловича с 1649 по 1676 год. — Спб., 1874.
- Соборное Уложение царя Алексея Михайловича 1649 года. Издание Историко-филологического факультета императорского Московского университета. Под ред. М. К. Любавского. — М.: Печатня А. И. Снегиревой, 1907. (також тут)
- Уложение государя, царя и великого князя Алексея Михайловича. — Перепечатано из полного собрания законов. — Спб.: Государственная типография, 1913. — 331 с. (В память трехсотлетия Дома Романовых).
- Соборное уложение царя Алексея Михайловича 1649 года / Предисловие К. А. Софроненко. — М.: Тип. Моск. юрид. ин-та, 1951. — 178 с.
- Памятники русского права Выпуск 6. Соборное Уложение 1649 г. / Под ред. К. А. Софроненко. — М.: Госюриздат, 1957. — 503 с.